# Catedrala Învierea Domnului din Oradea

## Istoric
Catedrala Episcopală Invierea Domnului  din Oradea, din Piața Emanuil Gojdu nr 43. 
In duminica din 04 iunie 1995 patriarhul Teoctist savarseste Sfanta Liturghie pe locul zidirii noii Catedrale și a pus piatra de temelie in prezența Mitropolitului Ardealului Antonie Plamădeala,  a Episcopului Ioan Mihaltan al Oradiei Bihorului si Salajului si a Episcopului Ioan al Covasnei și Harghitei. 
La 12 iunie 1995 se traseaza pe sol forma noii Catedrale si încep lucrările de excavare a pămantului pentru fundații.
La 15 septembrie 1995 președintele Ion Iliescu viziteaza șantierul noii Catedrale.
In anul 1996 lucrarile au ajuns la cota terenului, in 1997 au ajuns la cota "zero", in anul 1999 la cota +4 metri, in anul 2000 la cota +5.40, in anul 2001 la cota +9.60.
La 01 noiembrie 2001 presedintele Ion Iliescu viziteaza santierul noii Catedrale.
In anul 2002 biserica ajunge la cota +14.20 m.
La 24 mai 2002 PF Teoctist Patriarhul Romaniei, viziteaza santierul noii Catedrale.
In anul 2003  biserica ajunge la cota +16.80,  in anul 2004 la cota +19.50, in anul 2005 la cota +23 metri.
În 21 noiembrie 2005 are loc prima sfanta Liturghie in paraclisul de la demisolul noii Catedrale, savarsita de catre PS Petroniu Sălajanul, Arhiereu vicar al Episcopiei Ortodoxe Romnane a Oradiei, sfintindu-se si spatiul liturgic de la demisolul Catedralei, tot atunci se sfintește si primul clopot al Catedralei, rânduindu-se program liturgic de mănăstire. Tot atunci a fost instalat si primul Eclesiarh al noii Catedrale, Preacuviosul Parinte Mihail Tarau.
În anul 2006 biserica ajunge la cota +25 m, iar turnul central la cota +31 m. În anul 2007 s-a finalizat turla centrala si acoperisul din tablă de cupru, montandu-se crucea centrala si cele cinci clopote sfintite de catre PS Sofronie. În 2008 sau montat crucile pe cele doua turle mici. In anul 2009 sau efectuat lucrări la acoperisul bisericii  si alte lucrări de finisaj. În 2010 s-a placat fațada Catedralei cu piatra naturala de Podeni (Hidiș) si s-a executat montarea pe fatada a icoanei Învierii Domnului în mozaic, copie dupa icoana Învierii de la Mănăstirea Daphni din Grecia. În anul 2011 s-au efectutat tencuieli interioare.
La praznicul Invierii Domnului din anul 2012 episcopul Sofronie Drincec savarseste prima Sfanta Liturghie in Catedrala propriu-zisă. Tot in anul 2012 au loc lucrari interioare pentru amenajarea spatiului liturgic, usi, geamuri, instalatii electrice, sonorizare..etc.
In primvara anuli 2020 se  pictează absida altarului in mozaic, se montează iconostas de marmură cu 8 icoane din mozaic.
În anul 2020 la 20 septembrie are loc târnosirea Catedralei in prezența a 20 de ierarhi, slujba fiind săvârșită de catre PF Daniel Patriarhul Bisericii Ortodoxe Române. 